# 捕鼠器 (戲劇)
《捕鼠器》是一部神秘谋杀案主题的戏剧，作者阿加莎·克里斯蒂。该剧自1952年在伦敦西区上演，一直持续至今。到2012年11月18日已经上演25,000场，为迄今为止历史上公演时间最长的记录。该剧也以其大逆转结局，在传统上要求观众离开剧院后不要揭开真相。

## 歷史
捕鼠器一開始以廣播劇形式於1947年5月30號開始播送。原劇名為三隻盲鼠，茲以紀念英王喬治五世的配偶，瑪麗皇后。本劇源於真實事件，一名施洛普郡農家領養的男孩，丹尼斯·歐尼爾（Dennis O'Neil），於1945年死亡。
本劇作者，阿加莎·克里斯蒂，要求捕鼠器仍在倫敦西區劇院演出時就不得公開廣播劇故事內容。目前英國境內仍沒有公開，但美國已將其收錄於三隻盲鼠與其它故事合集中。
當阿加莎·克里斯蒂撰寫本劇時，將版權送給了孫子馬修·普里查德（Matthew Prichard）作為生日禮物。該劇合約限制英國境內西區以外的劇院只能一年演出一場，除非西區劇院關閉超過六個月以上，不得改編本劇。
曾在二戰前製作過同名劇的埃米爾·利特爾（Emile Littler）堅持要求三隻盲鼠被改名。而提出捕鼠器名稱建議的是阿加沙的女婿，安東尼·希克斯（Anthony Hicks）。在莎士比亞的哈姆雷特中，哈姆雷特以捕鼠器答覆克勞狄烏斯（Claudius）王關於一部劇作的詢問。原答案本該為岡薩加之死（The Murder of Gonzago），但哈姆雷特以比喻的方式回答，反映部份當下事件，試圖解讀國王的意圖。
本劇的歷久不衰已經證明它對世界各地遊客的吸引力。1997年時，製作史帝芬·威利-科恩發起了一個捕鼠器劇院專案，作為一個教育慈善計畫幫助年輕人體驗倫敦劇院。
湯姆·斯托帕德於1968年的劇作《謎探》（The Real Inspector Hound），引用了捕鼠器裡的許多元素，包含出乎意料的結局。

## 戲劇表現
《捕鼠器》（The Mousetrap）首次公演於1952年10月6日，在諾丁漢皇家劇院演出。

## 角色
- Mollie Ralston -  Giles的妻子，Monkswell 莊園所有人。
- Giles Ralston - Mollie的丈夫，和妻子 Mollie 共同掌管 Monkswell 莊園。
- Christopher Wren - 第一個到達旅館的客人，他是一個過分活躍的年輕人特別不尋常。他承認從某處逃出來，但拒絕說任何相關的事情。聲稱他自己的名字是依照父母的名字命名。
- Mrs Boyle - 愛批評的年長女人，顯然對任何事都不滿意。
- Major Metcalf - 只知道從軍隊退役，其他細節並不清楚。
- Miss Casewell - 奇異冷淡且帶有陽剛氣息的女子，漫不經心地說起有關她恐怖的孩童經驗。
- Mr Paravicini - 不明來歷的男人，聲稱他的車子翻倒在雪堆中。他顯然有假裝外國口音和不自然的成熟妝容。
- Detective Sergeant Trotter - 偵探，他在暴風中趕來莊園，並問莊園所有人和客人問題。

## 出版紀錄
劇本平裝版從1954年至今一直由 Samuel French Ltd as French's Acting Edition No. 153 出版。在1993年首次出版精裝版《The Mousetrap and Other Plays》分別由 Dodd, Mead and Company 公司 (ISBN 0-39-607631-9) 和英國出版商 HarperCollins Publishers LLC (ISBN 0-00-224344-X).